# منال
منال یک نام کوچک است. افراد سرشناس با این نام از این قرارند:
- منال شریف، فعالان حقوق زنان اهل عربستان سعودی
- منال القادری (زادهٔ ۱۹۸۷)، سیاستمدار تونسی
- منال عیسی، بازیگر فرانسوی-لبنانی